# 陕西铁线蕨
陕西铁线蕨（学名：Adiantum fimbriatum var. shensiense）为铁线蕨科铁线蕨属下的一个变种。